# Al-Ahli SC
Al-Ahli is een voetbalclub uit de stad Doha in Qatar. De club werd opgericht in 1950 en speelt in de Qatari League. In het seizoen 2007-2008 werd de ploeg getraind door de Nederlandse trainer Mark Wotte, die direct na het seizoen weer vertrok naar Southampton FC om hoofd jeugdopleiding te worden.

## Erelijst
- Qatar Prince Cup

1975, 1984, 1985, 1998, 2003

## Bekende (oud-)spelers
- Alexandar Bajevski
- Lamine Diatta
- Fabiano Eller dos Santos
- Josep Guardiola
- Olivier Kapo
- Firas Al-Khatib
- Gunther Van Handenhoven
- Christian Wilhelmsson
- Nigel de Jong

Al-Ahli · Al-Arabi · Al-Duhail · Al-Gharafa · Al Kharaitiyat · Al-Khor · Al-Rayyan · Al-Sadd · Al-Sailiya · Al-Shahania · Qatar SC · Umm Salal